# Badminton-Bundesliga 2023/24
Die Badminton-Bundesliga-Saison 2023/2024 war die 53. Spielzeit der Badminton-Bundesliga. Am Start waren neun Mannschaften. Meister wurde die SV Fun-Ball Dortelweil.

## Mannschaften
SV Fun-Ball Dortelweil

(Julie MacPherson, Iris Wang, Mads Vestergaard, Victor Svendsen, Christian Faust Kjaer, Emma Moszczynski, Yvonne Li, Kai Schäfer, Mads Thogersen, William Kryger Boe, Daniel Lundgaard, Calvin Lundsgaard Kvolbaek, Christo Popov, Alexander Dunn, Kian-Yu Oei, Irina Amalie Andersen, Mike Vestergaard, Luis Enrique Penalver)

1. BC Wipperfeld

(Jenny Mairs, Gregory Mairs, Matthew Grimley, Christopher Grimley, Felix Burestedt, Thuc Phuong Nguyen, Line Hojmark Kjaersfeldt, Arnaud Merklé, Lucia Rodriguez Garcia, Adam Mendrek, Antonia Schaller, Jones Ralfy Jansen, Iikka Heino, Kenneth Neumann, Samuel Hsiao, Kristin Kuuba, Aaron Sonnenschein, Mark Lamsfuß, Karolina Wladzinska, Alida Chen, Devi Yunita Indah Sari, Luis Pongratz, David Eckerlin)

1. BC Bischmisheim

(Marvin Seidel, Stine Küspert, Mads Christophersen, Isabel Lohau, Mark Caljouw, Ruben Jille, Marvin Datko, Priskila Siahaya, Daniel Nikolov, Linda Efler, Frederik Søgaard, Johannes Pistorius, Julien Maio, Jonas Scheller, Kim Schmidt, Peter Käsbauer, Cisita Joity Jansen)
SC Union 08 Lüdinghausen

(Jaymie Lois Laurens, Ade Resky Dwicahyo, Aram Mahmoud, Ties van der Lecq, Brian Wassink, Nick Fransman, Johanna Käpplein, Josche Zurwonne, Lara Käpplein, Kelly van Buiten, Julien Carraggi, Christopher Klauer, Rachel Sugden, Annchristin Block, Leon Kaschura, Julika Block, Paula Jünemann, Alexander Becsh, Shreya Hochscheid, Karin Schnaase-Beermann)

TV Refrath

Blau-Weiss Wittorf

1. BC Beuel

SG Schorndorf

TSV Neuhausen-Nymphenburg

## Endstand Vorrunde
|   |                           | gespielt | Punkte | gew | rem | ver | Spiele |   |    | Sätze |   |     | Spielpunkte |   |      |
| - | ------------------------- | -------- | ------ | --- | --- | --- | ------ | - | -- | ----- | - | --- | ----------- | - | ---- |
| 1 | SV Fun-Ball Dortelweil    | 16       | 40     | 14  | 0   | 2   | 90     | : | 22 | 294   | : | 122 | 4223        | : | 3297 |
| 2 | 1. BC Wipperfeld          | 16       | 39     | 14  | 0   | 2   | 90     | : | 22 | 293   | : | 127 | 4241        | : | 3288 |
| 3 | 1. BC Bischmisheim        | 16       | 34     | 12  | 0   | 4   | 77     | : | 35 | 265   | : | 148 | 4003        | : | 3404 |
| 4 | SC Union 08 Lüdinghausen  | 16       | 21     | 7   | 0   | 9   | 52     | : | 60 | 193   | : | 220 | 3708        | : | 3819 |
| 5 | TV Refrath                | 16       | 20     | 8   | 0   | 8   | 54     | : | 58 | 205   | : | 210 | 3800        | : | 3795 |
| 6 | Blau-Weiss Wittorf        | 16       | 17     | 7   | 0   | 9   | 46     | : | 66 | 192   | : | 226 | 3710        | : | 3924 |
| 7 | SG Schorndorf             | 16       | 15     | 5   | 0   | 11  | 38     | : | 74 | 165   | : | 253 | 3552        | : | 3956 |
| 8 | 1. BC Beuel               | 16       | 12     | 4   | 0   | 12  | 40     | : | 72 | 162   | : | 252 | 3463        | : | 4038 |
| 9 | TSV Neuhausen-Nymphenburg | 16       | 3      | 1   | 0   | 15  | 17     | : | 95 | 90    | : | 301 | 2846        | : | 4025 |

### Viertelfinale
| Datum      | Heim                     | Gast               | Ergebnis |
| ---------- | ------------------------ | ------------------ | -------- |
| 06.04.2024 | 1. BC Bischmisheim       | Blau-Weiss Wittorf | 4:0      |
| 06.04.2024 | SC Union 08 Lüdinghausen | TV Refrath         | 4:1      |

## Final Four

### Halbfinale
| Datum      | Heim                   | Gast                     | Ergebnis |
| ---------- | ---------------------- | ------------------------ | -------- |
| 20.04.2024 | 1. BC Wipperfeld       | 1. BC Bischmisheim       | 4:2      |
| 20.04.2024 | SV Fun-Ball Dortelweil | SC Union 08 Lüdinghausen | 4:0      |

### Finale
| Datum      | Heim                   | Gast             | Ergebnis |
| ---------- | ---------------------- | ---------------- | -------- |
| 21.04.2024 | SV Fun-Ball Dortelweil | 1. BC Wipperfeld | 4:2      |